# Anthotroche
Anthotroche, biljni rod iz porodice pomoćnica smješten u tribus Anthocercideae. Sastoji se od 3 vrste grmova iz Zapadne Australije.
Rod je opisan u Novarum Stirpium Decades 6. 1839.

## Vrste
1. Anthotroche myoporoides C.A.Gardner
2. Anthotroche pannosa Endl.
3. Anthotroche walcottii F.Muell.